# Кинг (река)
Кинг (англ. King) — река в Австралии. Имеет постоянное течение и относится к Северо-Восточному бассейну Муррея и крупнейшей речной системе страны Муррей-Дарлинг, берёт начало в Австралийских Альпах и протекает по штату Виктория, Австралии. Исток Кинга расположен в национальном парке Алпайнв в Австралийских Альпах, затем река течёт по долине Кинг-Вэлли и впадает в реку Овенс в городе Вангаратта. Высота устья — 142 м над уровнем моря.

## Расположение и особенности
Река Кинг берёт начало чуть ниже горы Баггери, в пределах графства Мэнсфилд, на высоте, превышающей 1030 метров над уровнем моря. Течение реки направлено с севера на северо-запад, и проходит через отдалённые участки Австралийских Альп и национального парка Маунт-Баффало, а затем спускается в долину Кинг, соединяясь с восемью небольшими притоками, прежде чем достичь устья в Уангаратте. Река спускается на 1320 метров преодолевая расстояние в 126 километров.
В 1973 году на реке завершилось строительство плотины Уильяма Ховелла, для создания водохранилища Уильяма Ховелла, которое может обеспечить запас пресной воды около 24 км³ для орошения сельскохозяйственных культур и пастбищ вдоль реки Кинг от деревни Чесхант до Уангаратты. Установленный на плотине небольшой 1,6-мегаваттный гидроэлектрогенератор приводится в движение оттоком реки от плотины, со средней годовой выработкой 3,7 гигаватт-часов.

## Этимология
Английское название река получила от Гамильтона Хьюма и Уильяма Ховелла, исследователей региона. Они назвали её в честь капитана Филипа Гидли Кинга, третьего губернатора Нового Южного Уэльса.
На языке аборигенов палланганмиттанг река называется Poodumbeyer.